# Rally Dakar 1982

Mappa della Parigi-Dakar 1982

Il Rally Dakar 1982 è stata la 4ª edizione del Rally Dakar (partenza da Parigi, arrivo a Dakar).

## Tappe
Nelle 20 giornate del rally raid furono disputate 14 tappe ed una serie di trasferimenti (circa 10.000 km), con 16 prove speciali per un totale di 5.963 km.

## Classifiche

### Moto
Hanno finito la gara 33 delle 129 moto iscritte.
| Pos. | Pilota              | Mezzo         | N°  |
| ---- | ------------------- | ------------- | --- |
| 1    | Cyril Neveu         | HONDA 550 XR  | 95  |
| 2    | Philippe Vassard    | HONDA 550 XR  | 97  |
| 3    | Grégoire Verhaeghe  | BARIGO 500    | 57  |
| 4    | Guy Albaret         | YAMAHA XT 500 | 50  |
| 5    | Michel Mérel        | YAMAHA XT 570 | 104 |
| 6    | Daniel Chabanette   | HVA WR 249    | 18  |
| 7    | Bernard Rigoni      | HONDA 550 XR  | 96  |
| 8    | Thierry Charbonnier | HVA 250       | 12  |
| 9    | Alain Boissonnade   | HVA 250       | 13  |
| 10   | Olivier Kirkpatrick | YAMAHA XT 500 | 61  |

### Auto
Hanno finito la gara 127 delle 233 auto iscritte.
| Pos. | Equipaggio                       | Mezzo            | N°  |
| ---- | -------------------------------- | ---------------- | --- |
| 1    | Claude Marreau - Bernard Marreau | RENAULT 20 TURBO | 150 |
| 2    | Jean-Claude Briavoine - Deliaire | LADA NIVA        | 160 |
| 3    | Jean-Pierre Jaussaud - Briere    | MERCEDES 280 GE  | 156 |
| 4    | Pierre Lartigue - Destaillats    | RANGE ROVER V8   | 278 |
| 5    | Jacky Ickx - Brasseur            | MERCEDES         | 154 |
| 6    | Georges Debussy - Bertranne      | MERCEDES PROTO   | 179 |
| 7    | Patrick Zaniroli- Lemoyne        | RANGE ROVER V8   | 153 |
| 8    | Médéric Simbille - Simbille      | MERCEDES 280 GE  | 166 |
| 9    | Max Schachenmann - Pouget        | TOYOTA HI-LUX    | 346 |
| 10   | Gérerd Planson - Berry           | MERCEDES 280 GE  | 240 |

### Camion
Hanno finito la gara 9 dei 22 camion iscritti. Non era stilata una classifica a parte, ma gareggiavano con le auto.
| Pos. (auto) | Equipaggio                            | Mezzo             | N°  |
| ----------- | ------------------------------------- | ----------------- | --- |
| 38º         | Georges Groine, De saulieu, Malferiol | MERCEDES U1700L   | 380 |
| 56º         | Pierre Lalleu, Langlois               | MERCEDES U 1300 L | 378 |
| 67º         | Jan de Rooy, Straetmans               | DAF NTT 2800      | 381 |
| 78º         | Hervé, Garcia                         | ACMAT             | 375 |
| 84º         | Martinez, Oligo                       | MERCEDES U 1300 L | 379 |
| 86º         | Avoyne, Landais                       | LEYLAND MARATHON  | 387 |
| 89º         | Rolland, Lorget, Lutun                | UNIC MARMONT      | 376 |
| 93º         | Lazcano, Del Val                      | IVECO 190 PAC 26  | 391 |
| 94º         | Baillet, Ferraz, Branche              | VOLVO N10         | 383 |